# Solanum keniense
Solanum keniense är en potatisväxtart som beskrevs av William Bertram Turrill. Solanum keniense ingår i släktet skattor som ingår i familjen potatisväxter. Inga underarter finns listade i Catalogue of Life.